# تشارلز أ. بويل
تشارلز أ. بويل هو محامي وسياسي أمريكي، ولد في 13 أغسطس 1907 في سبرينغ ليك في الولايات المتحدة، وتوفي في 4 نوفمبر 1959 في شيكاغو في الولايات المتحدة. نشط حزبياً في الحزب الديمقراطي. وقد انتخب عضو مجلس النواب الأمريكي ‏ (3 يناير 1955 – 4 نوفمبر 1959).